# Louise Bellon
Louise Baptistine Bellon, född 17 augusti 1908 i Toulon, död 17 juli 1987 i Toulon, var en fransk friidrottare med löpgrenar som huvudgren. Bellon blev silver- och bronsmedaljör vid den andra Damolympiaden 27 till 29 augusti 1926 och var en pionjär inom damidrott.

## Biografi
Louise Bellon föddes 1908 i sydöstra Frankrike, i ungdomstiden var hon aktiv friidrottare och gick senare med i idrottsföreningen "OS Toulon" i Toulon. Hon tävlade för klubben under hela sin aktiva idrottskarriär.
Den 14 juli 1926 blev hon fransk mästare i löpning 1000 meter (med personligt rekord) vid tävlingar i Bry-sur-Marne, den 15 juli 1928 tog hon bronsmedalj i löpning 800 meter vid franska mästerskapen (Championnats de France d'Athlétisme) vid tävlingar i Porte Dorée i Paris.
Bellon deltog sedan i den andra damolympiaden 27–29 augusti 1926 i Göteborg. Under idrottsspelen vann hon silvermedalj i stafett 4x110 yards (med Louise Bellon, Geneviève Laloz, Yolande Plancke och Marguerite Radideau) och bronsmedalj i löpning 1000 meter efter Edith Trickey och Inga Gentzel.